# Pedrera del Tanquito
Pedrera del Tanquito är en ort i Mexiko.   Den ligger i kommunen Villa Hidalgo och delstaten San Luis Potosí, i den centrala delen av landet, 400 km nordväst om huvudstaden Mexico City. Pedrera del Tanquito ligger 1 811 meter över havet och antalet invånare är 519.
Terrängen runt Pedrera del Tanquito är varierad, och sluttar österut. Runt Pedrera del Tanquito är det mycket glesbefolkat, med 7 invånare per kvadratkilometer. Närmaste större samhälle är Cerro de San Pedro, 19,7 km söder om Pedrera del Tanquito. Trakten runt Pedrera del Tanquito består i huvudsak av gräsmarker.